# プロペリシアジン
プロペリシアジン（propericiazine）は、フェノチアジン系の抗精神病薬で、統合失調症の治療薬。
日本では商品名ニューレプチルでシオノギ製薬、アパミンで三菱ウェルファーマから販売されている。主な副作用は眠気、注意力の低下など。

## 禁忌・注意
昏睡状態にある者や、アドレナリンを投与中の者。脳障害のある者。またアルコールとの併用は避ける。
低い確率であるが、麻痺性イレウス、突然死、再生不良性貧血、遅発性ジスキネジアなどが起こる場合がある。

## 種類
- 錠剤:5mg、10mg、15mg
- 細粒:10
- 内服液:1%